# Frederik Nielsen
Frederik Løchte Nielsen, född 27 augusti 1983, är en dansk tennisspelare. 

## Karriär
Nielsen vann tillsammans med Jonathan Marray dubbeln vid Wimbledonmästerskapen 2012.

## Titlar och finaler

### Grand Slam

#### Dubbel: 1 (1 titel)
| Resultat | År   | Mästerskap | Underlag | Medspelare      | Motståndare                  | Resultat                          |
| -------- | ---- | ---------- | -------- | --------------- | ---------------------------- | --------------------------------- |
| Vinnare  | 2012 | Wimbledon  | Gräs     | Jonathan Marray | Robert Lindstedt Horia Tecău | 4–6, 6–4, 7–6(7–5), 6–7(5–7), 6–3 |

### ATP-finaler i kronologisk ordning

#### Dubbel: 6 (3 titlar, 3 andraplatser)
| Teckenförklaring                  |
| --------------------------------- |
| Grand Slam turneringar (1–0)      |
| ATP World Tour Finals (0–0)       |
| ATP World Tour Masters 1000 (0–0) |
| ATP World Tour 500 Series (0–0)   |
| ATP World Tour 250 Series (2–3)   |

| Finaler efter underlag |
| ---------------------- |
| Hard court (1–2)       |
| Grus (1–1)             |
| Gräs (1–0)             |

| Resultat | V–F | Datum          | Turnering                     | Kategori   | Underlag       | Medspelare       | Motståndare                          | Resultat                          |
| -------- | --- | -------------- | ----------------------------- | ---------- | -------------- | ---------------- | ------------------------------------ | --------------------------------- |
| Vinnare  | 1–0 | Juli 2012      | Wimbledon, Storbritannien     | Grand Slam | Gräs           | Jonathan Marray  | Robert Lindstedt Horia Tecău         | 4–6, 6–4, 7–6(7–5), 6–7(5–7), 6–3 |
| Tvåa     | 1–1 | September 2012 | Moselle Open, Frankrike       | 250 Series | Hard court (i) | Johan Brunström  | Nicolas Mahut Édouard Roger-Vasselin | 6–7(3–7), 4–6                     |
| Tvåa     | 1–2 | Januari 2013   | Auckland Open, Nya Zeeland    | 250 Series | Hard court     | Johan Brunström  | Colin Fleming Bruno Soares           | 6–7(1–7), 6–7(2–7)                |
| Vinnare  | 2–2 | Januari 2014   | Chennai Open, Indien          | 250 Series | Hard court     | Johan Brunström  | Marin Draganja Mate Pavić            | 6–2, 4–6, [10–7]                  |
| Tvåa     | 2–3 | April 2019     | Grand Prix Hassan II, Marocko | 250 Series | Grus           | Matwé Middelkoop | Jürgen Melzer Franko Škugor          | 4–6, 6–7(6–8)                     |
| Vinnare  | 3–3 | Maj 2019       | BMW Open, Tyskland            | 250 Series | Grus           | Tim Pütz         | Marcelo Demoliner Divij Sharan       | 6–4, 6–2                          |